# Jeppe Rapp
Jeppe Rapp (borgerligt navn: Jeppe Nedergaard) er en dansk rapper fra Sønderborg, der i år 2005 udgav sin debut EP, "ikk' bare et par sko"
Jeppe Rapp har fået stor hjælp af rappere som Orgi-E, Troo.l.s, Bai-D og ikke mindst produceren Rune Rask.
Alle er de medejere af pladeselskabet Tabu Records, hvor Jeppe Rapps EP også er udgivet.
Jeppe Rapps plade, som hedder "Ikk' Uden Mig", ramte gaden den 13. oktober 2008.